# Exécution par arme à feu
Pour les articles homonymes, voir Peloton d'exécution (homonymie).

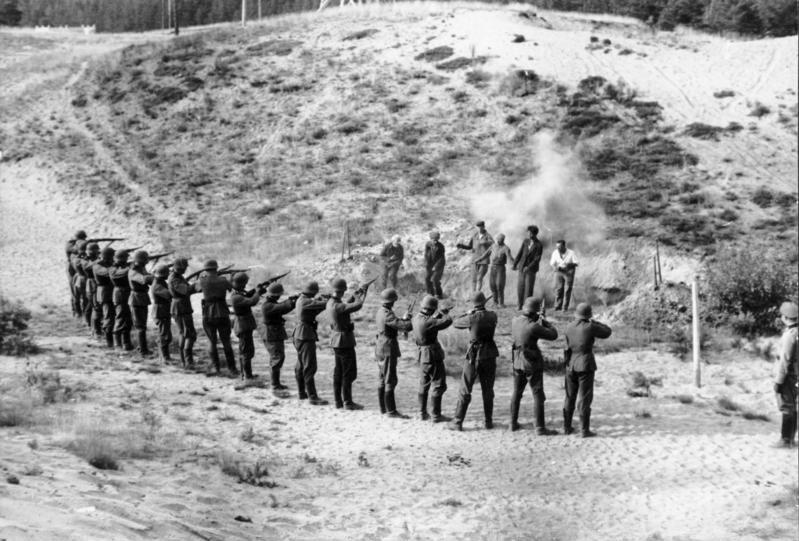
Exécution de partisans soviétiques par l'armée allemande durant la Seconde Guerre mondiale (septembre 1941).

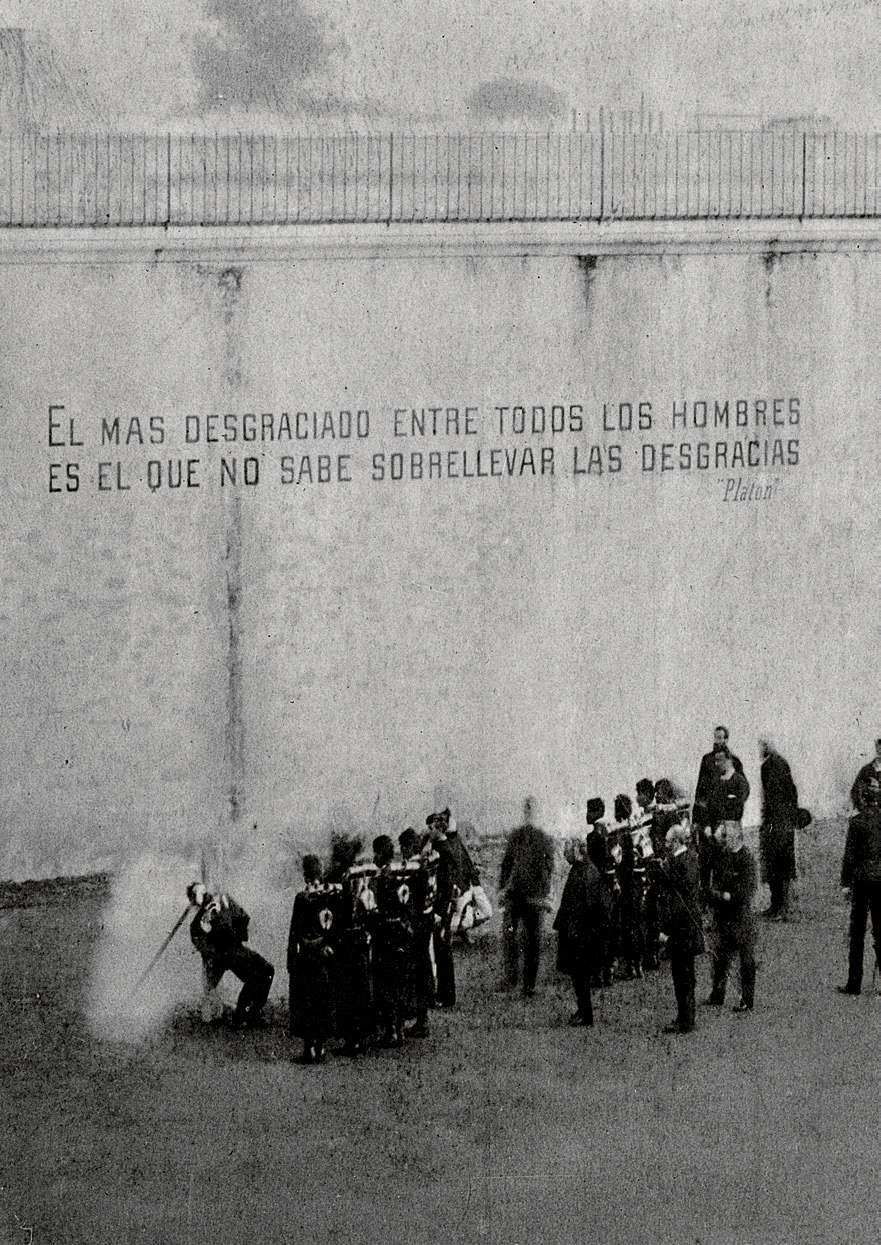
Exécution de deux criminels condamnés dans une prison en Uruguay, 1892. Sur le mur de la prison, on peut lire une citation attribuée à Platon : « Le plus malheureux de tous les hommes est celui qui ne sait pas supporter les malheurs. »

Le peloton d'exécution est une méthode d'exécution principalement utilisée par les armées.

## Peloton conventionnel
Le condamné à mort est placé face aux tireurs, à une distance qui varie selon les codes militaires ou parfois selon les dispositions ou la volonté du gradé ou de l'autorité qui commande ou ordonne l'exécution. Les exécutants du peloton sont souvent des soldats issus du contingent, pas des bourreaux professionnels, et sont généralement équipés de fusils de manière à mieux viser le condamné : en effet, il est plus difficile d'être précis avec une arme de poing.
Selon le code militaire français, du temps où la peine de mort était une peine applicable, le peloton devait être constitué de douze hommes de grades différents, qu'ils soient militaires de carrière ou appelés du contingent : quatre sergents, quatre caporaux et quatre hommes de troupe. Il devait être commandé par un officier subalterne du grade le plus élevé. Un cinquième homme de troupe étant désigné pour bander les yeux du condamné si celui-ci le désirait, et à un officier revenait la tâche de donner le (ou les) « coup(s) de grâce ». Dans les armées des autres pays se retrouve la constante que le peloton est commandé par un cadre, idéalement un officier, ou à défaut un sous-officier.
En plus du bandeau sur les yeux (ou d'une cagoule noire sur la tête), une marque, avec une craie ou un mouchoir blanc, est placée sur la poitrine du supplicié pour désigner son cœur, permettant au peloton de mieux viser. Il peut également être attaché à un poteau, pour le maintenir debout avant et après l'exécution.

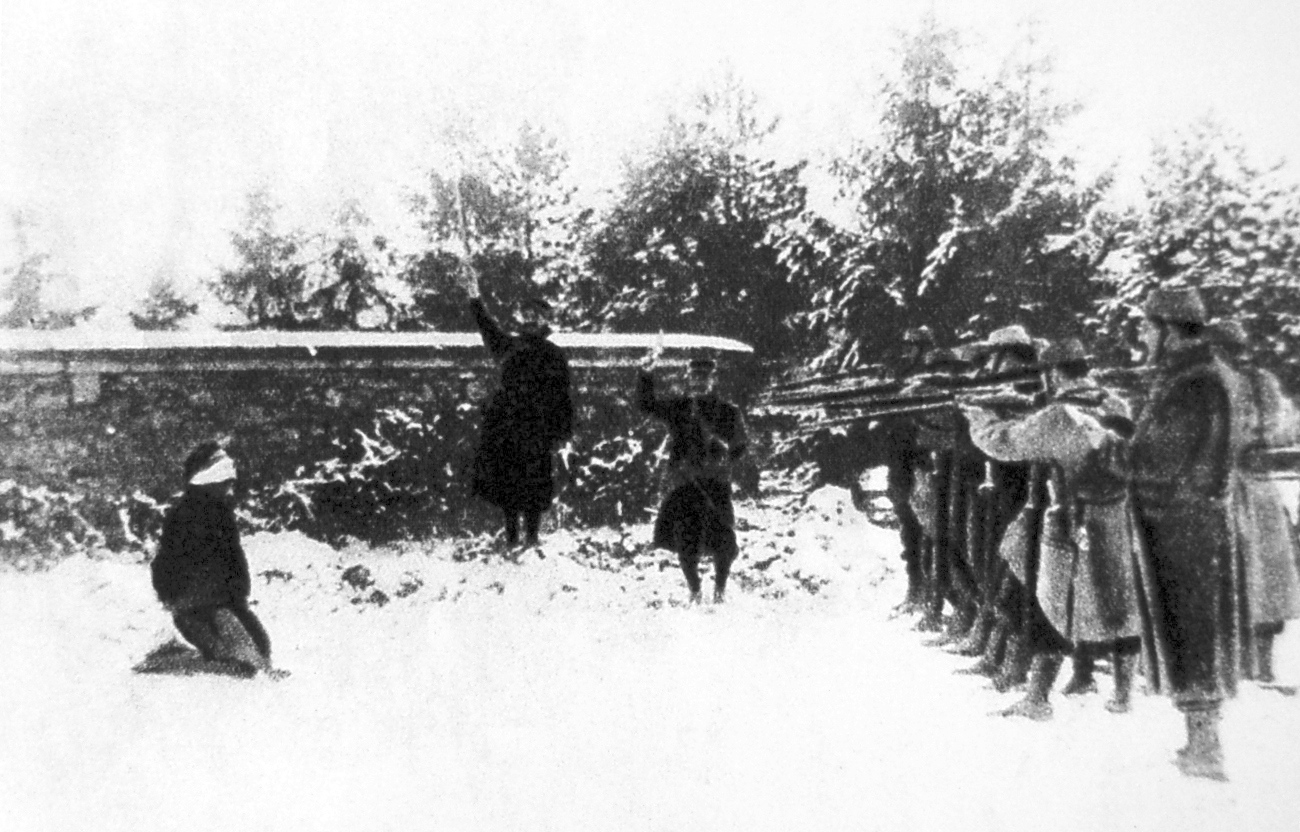
Exécution lors de la Première Guerre mondiale par l'armée française : le condamné est agenouillé et a les yeux bandés.

Une cartouche à blanc est en général placée dans l'arme d'un des tireurs, avec pour objectif de moins traumatiser ces derniers d'avoir exécuté une personne. Il est nommé conscience round. Ainsi, aucun des membres du peloton ne sait s'il a ou non touché le condamné. Cependant, un tireur confirmé peut faire la différence lors de la mise à feu, car une arme tirant à blanc ne produit pratiquement pas de recul, au contraire d'une arme chargée avec une vraie balle. Dans la même optique, une arme chargée avec une balle d'exercice en bois ou en matière plastique reste mortelle à la distance à laquelle les tireurs se trouvent.
Au signal, tous les tireurs tirent en même temps. Selon les pays et les institutions, si le condamné ne mourait pas instantanément, une procédure était mise en place pour achever le condamné. Ainsi :
- selon le code de procédure militaire américain, autant de salves que nécessaire étaient tirées, ceci jusqu'à ce que mort s'ensuive ;
- selon le code de procédure militaire français et par le décret du 25 octobre 1974, le sergent désigné à cet effet tirait le « coup de grâce » : une balle dans la nuque ou derrière l'oreille du condamné devait théoriquement suffire (cependant, le 6 juillet 1962, lors de l'exécution de Roger Degueldre, l'officier chargé de lui donner le coup de grâce s'y reprend à six fois avant que le condamné ne rende son dernier souffle).

Tres de Mayo, de Francisco Goya.

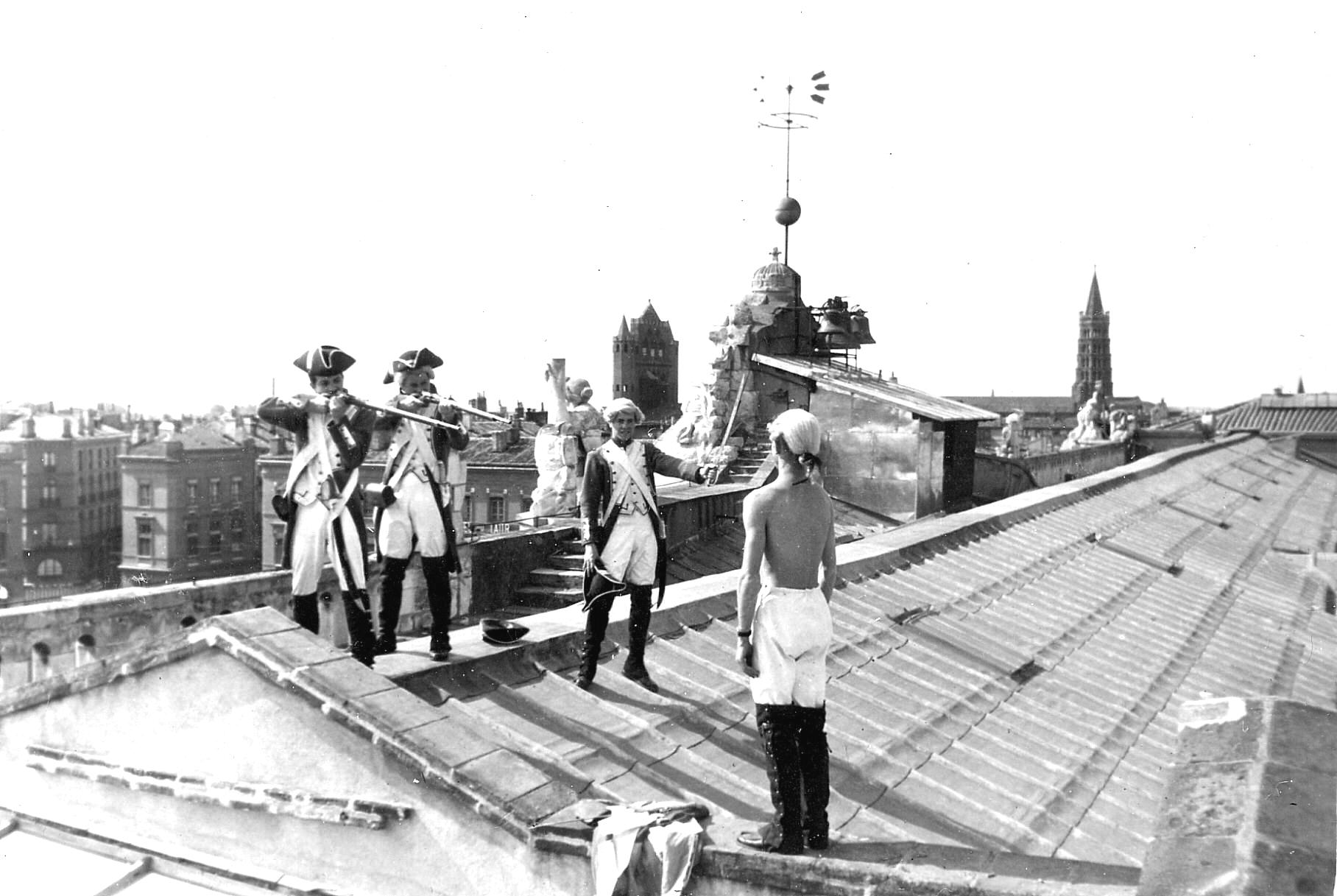
Simulation d’exécution, sur les toits de Toulouse.

### Autres postures
- Dans l'Italie fasciste, il était d'usage de fusiller les condamnés debout, le dos tourné au peloton.
- Durant la Seconde Guerre mondiale, certains groupes de résistants de la Loire ont fusillé des Allemands et des collaborateurs français en les plaçant à genoux, de dos. Cela était décrit comme « la peine réservée aux traîtres »[2].

### Exécutions non militaires aux États-Unis
Aux États-Unis, l'Utah a longtemps été le seul État à utiliser cette méthode d'exécution. Un vote l'a interdite en 2004, mais trois condamnés de l'Utah devaient encore subir la fusillade, car condamnés avant 2004. La seule personne exécutée de cette manière est Ronnie Lee Gardner le 18 juin 2010. L'interdiction a finalement été levée en 2015. La procédure est la suivante : le condamné est sanglé à un fauteuil entouré de sacs de sable. Le peloton, constitué de cinq policiers volontaires payés 125 dollars chacun, est placé derrière une tenture dans laquelle des ouvertures ne laissent passer que les canons de leurs armes (généralement des Winchesters calibre 30).
Le débat sur la cruauté de cette méthode en comparaison des alternatives est encore vif. Les trois condamnés devant être fusillés ont reçu la possibilité d'être tués par injection létale et ont choisi le peloton d'exécution. L'Idaho avait la possibilité, jusqu'en 2009, d'utiliser cette méthode seulement si l'injection létale était impraticable. Et l'Oklahoma peut autoriser cette méthode si l'injection létale, l'inhalation d'azote et l'électrocution sont considérées comme anticonstitutionnelles. En 2014, les exécutions par injection létale trop longues ont provoqué des appels à remettre en place le peloton d'exécution dans l'Utah, du moins quand un poison suffisamment efficace n'est pas disponible. En 2015, la législature de l’État a voté la réinstauration de l’exécution par arme à feu dans les cas où l'injection létale était impraticable. En 2017, le Mississippi autorise le peloton d'exécution si l'inhalation d'azote, l'injection mortelle ou l'électrocution sont anti-constitutionnelles, ou absent. Et en mai 2021, la Caroline du sud impose aux condamnés à mort le choix entre le peloton d'exécution ou la chaise électrique si l'injection mortelle n'est pas disponible.

## Arme unique
- Les exécutions par arme unique restent également en vigueur en Biélorussie et à Taïwan.
- En République populaire de Chine, lorsque les exécutions par arme à feu se déroulaient publiquement, celles-ci étaient effectuées par des policiers ayant reçu un entraînement préalable. Généralement, les condamnés étaient extraits de leur prison sans savoir où ils allaient être exécutés. Trois policiers étaient assignés à chaque prisonnier, deux tenaient les bras et le troisième tirait la balle dans la nuque ou directement au niveau du cerveau (seule exception à la règle : les quelques insurgés de la Place Tian'anmen qui, en 1989, furent condamnés à mort, ont été exécutés d'une rafale de pistolet-mitrailleur dans le dos, à hauteur du cœur). Si la mort n'est pas immédiate, autant de balles que nécessaire seront tirées[9].

Selon les articles 211 et 212 du code de procédure pénale chinois, ce genre de pratique est interdite, mais la législation est violée par certaines autorités locales. En juillet 2008, le Washington Post a fait état de l'exécution de trois jeunes ouïghours devant des milliers de spectateurs à Yengishahar dans le Xinjiang. Ces événements ont été mentionnés dans un rapport de Martin Scheinin, rapporteur spécial sur la promotion et la protection des droits de l'homme et des libertés auprès de l'ONU le 24 février 2009.

## Survie
Bien que le peloton d'exécution par arme à feu soit considéré comme une méthode très fiable, il existe un cas connu d'un condamné ayant survécu à ce type d'exécution : le rebelle Wenseslao Moguel durant la Révolution mexicaine, en 1915.

## Dans la culture populaire

### Bande dessinée
Hergé montre plusieurs fois des pelotons d'exécution dans Tintin, mais l'exécution est à chaque fois empêchée. Tintin est condamné à être exécuté dans Les Cigares du pharaon et dans L'Oreille cassée, tandis que dans Tintin et les Picaros, ce sont les Dupond-Dupont qui échapperont de peu à l'exécution.
Le personnage de Benoit Brisefer de Peyo, dans Les Douze Travaux de Benoît Brisefer, permet par sa force surhumaine d'éviter à un ami de Dussiflard d'être tué par un peloton d'exécution.

### Cinéma
Sergio Leone montre l’exécution des révolutionnaires par l'armée mexicaine dans Il était une fois la révolution.
Les exécutions de révolutionnaires durant la révolution mexicaine sont aussi montrés dans le film Viva Maria ! de Louis Malle mais de façon parodique.
Stanley Kubrick, dans Les Sentiers de la gloire, montre l’exécution de trois soldats lors de la première guerre mondiale qui seront fusillés pour l'exemple à la suite d'un conseil de guerre.
Dans l'épisode Exécution (troisième épisode de la cinquième et dernière saison) de L'Agence tous risques, trois des quatre membres de l'Agence tous risques sont condamnés au peloton d’exécution, mais ils sortiront vivants de cette épreuve.

### Catégorie liée
- Catégorie:Personnes fusillées